# Reprezentacja Anglii U-17 w piłce nożnej kobiet
Reprezentacja Anglii U-17 w piłce nożnej kobiet – reprezentacja Anglii piłkarek nożnych do lat 17. Największymi sukcesami reprezentacji jest zdobycie 4. miejsca na mistrzostwach Europy (2008) oraz 4. miejsca na mistrzostwach świata (2008).

## Występy w mistrzostwach Europy U-17
- 2008: 4. miejsce[1]
- 2009: II faza kwalifikacji[2]
- 2010: II faza kwalifikacji[3]
- 2011: II faza kwalifikacji[4]
- 2012: II faza kwalifikacji[5]
- 2013: I faza kwalifikacji[6]

## Występy w mistrzostwach świata U-17
- 2008: 4. miejsce[7]
- 2010: nie zakwalifikowała się[8]
- 2012: nie zakwalifikowała się[9]